# G.B.F. Costruzioni Meccaniche
La G.B.F. Costruzioni Meccaniche spa, acronimo di Gotti-Bonetti-Francavelli Costruzioni Meccaniche spa, è stata un'azienda storica milanese, attiva a livello mondiale nella produzione e progettazione di presse ad iniezione e per termoindurenti, settore nel quale rivestì un ruolo centrale dalla fondazione avvenuta nel 1933 sino alla chiusura nel 1986.

## Storia
La Gotti-Bonetti-Francavelli, nasce nel 1933 a Milano, in via delle Abbadesse 50 nel quartiere Isola, come officina meccanica.
A partire dagli anni '40, iniziò una collaborazione con la  Ambrogio Triulzi, storica azienda milanese, con la quale incominciò lo sviluppo e la produzione di macchine per stampaggio di componenti metalliche. Visto la grande richiesta di queste nell'industria pesante in ascesa per conflitto bellico, la G.B.F conobbe un momento di particolare crescita. Sempre con la Triulzi verso la fine degli anni '40 sviluppò, tra i primi in assoluto nel mondo, le presse ad iniezione per plastica-metalli.
Nel 1946 la G.B.F. costruì e vendette la prima pressa ad iniezione per metalli, mentre l'anno successivo, con l'entrata nella società dell'Ing. Carlo Odlas, progettarono le prime pompe oloedinamiche. La figura di Carlo Odlas si rivelerà fondamentale per lo sviluppo della società che si affermerà come una delle società pioniere mondiali nel settore della plastica. Nel 1949 la G.B.F. progettò ed iniziò la vendita delle prime presse per termoindurenti, tra le prime al mondo, sotto il nome di "Presse Potvel 35". Nel 1950 vennero invece sviluppate le prime presse per plastica e per la vulcanizzazione della gomma. Quest'ultime vennero presentate nel 1951 alla Fiera di Milano con un range di forza di chiusura che variava dalle 35 fino alle 600 tonnellate con comandi semiautomatici, con la eventuale possibilità di essere dotate di piani multipli e riscaldamento a vapore.
Nel 1953 grazie al successo ottenuto dalla nuova tecnologia proposta nei mercati internazionali, la G.B.F. in forma societaria a responsabilità limitata, provvedette alla costruzione di un grande stabilimento all'avanguardia, adatto alle nuove esigenze di produzione, sito nel nuovo distretto industriale milanese di Bresso. In tal senso contribuì insieme ad altre importanti società industriali, tra cui la celeberrima Iso Rivolta, allo sviluppo della città di Bresso.
Nel 1958, su intuizione di Carlo Odlas, venne progettata la prima vite al mondo di pre-plastificazione, anticipando la società società tedesca Eckert & Ziegler. Questa tecnologia fu di fondamentale importanza ed innovazione e permise al settore mondiale dello stampaggio ad iniezione della plastica, di effettuare un salto di qualità. Essa infatti poteva garantire una maggiore omogeneità della plastificazione e della distruzione termica su tutto il materiale. Con la vite Plastiniector, cambiò in maniera radicale il concepimento stesso del processo di stampaggio ad iniezione, che cominciò a utilizzare la vite non solo come sorgente di materiale e di plastificazione ma anche come pistone ad iniezione.
La G.B.F. garantiva circa 12 modelli di presse Plastiniector per termoindurenti, che potevano avere il gruppo di iniezione ribaltabile in verticale o in orizzontale. Alcune di esse prevedevano uno stampaggio a post-compressione oppure ad intrusione. Fondamentale per lo sviluppo societario furono i primi anni '60, nei quali la proprietà della società viene acquisita dalla Holding della famiglia Terragni, facendo entrare la G.B.F. all'interno del gruppo Covema, che si stava affermando nei mercati americani nel settore degli impianti per la lavorazione della materia plastica.
Con il continuo sviluppo della tecnologia Plastiniector, ci fu un cambio radicale anche nel mondo della produzione stessa di componenti in plastica, che vennero impiegate in disparati settori. Vista la qualità del prodotto finale garantito dalle presse Plastiniector, esse vennero usate per la produzione di alcuni oggetti di alto design esposti presso l'Art Institute of Chicago.
La G.B.F. sempre con la tecnologia Plastiniector iniziò una forte collaborazioni con alcuni colossi chimici della produzione della plastica tra cui la Montecatini, forte delle scoperte del prof. Giulio Natta, e con la multinazionale Basell. Quest'ultima con la tecnologia della G.B.F. sviluppò innumerevoli brevetti.

Durante l'arco degli anni '60 venne creata una nuova serie di presse ad iniezione della plastica e per termoindurenti chiamate Foamatic. Le presse Foamatic in particolare furono usate dalla nota società Brionvega per la produzione dei televisori e delle radio che in quegli anni incominciarono ad impiegare la plastica per alcune componenti. 

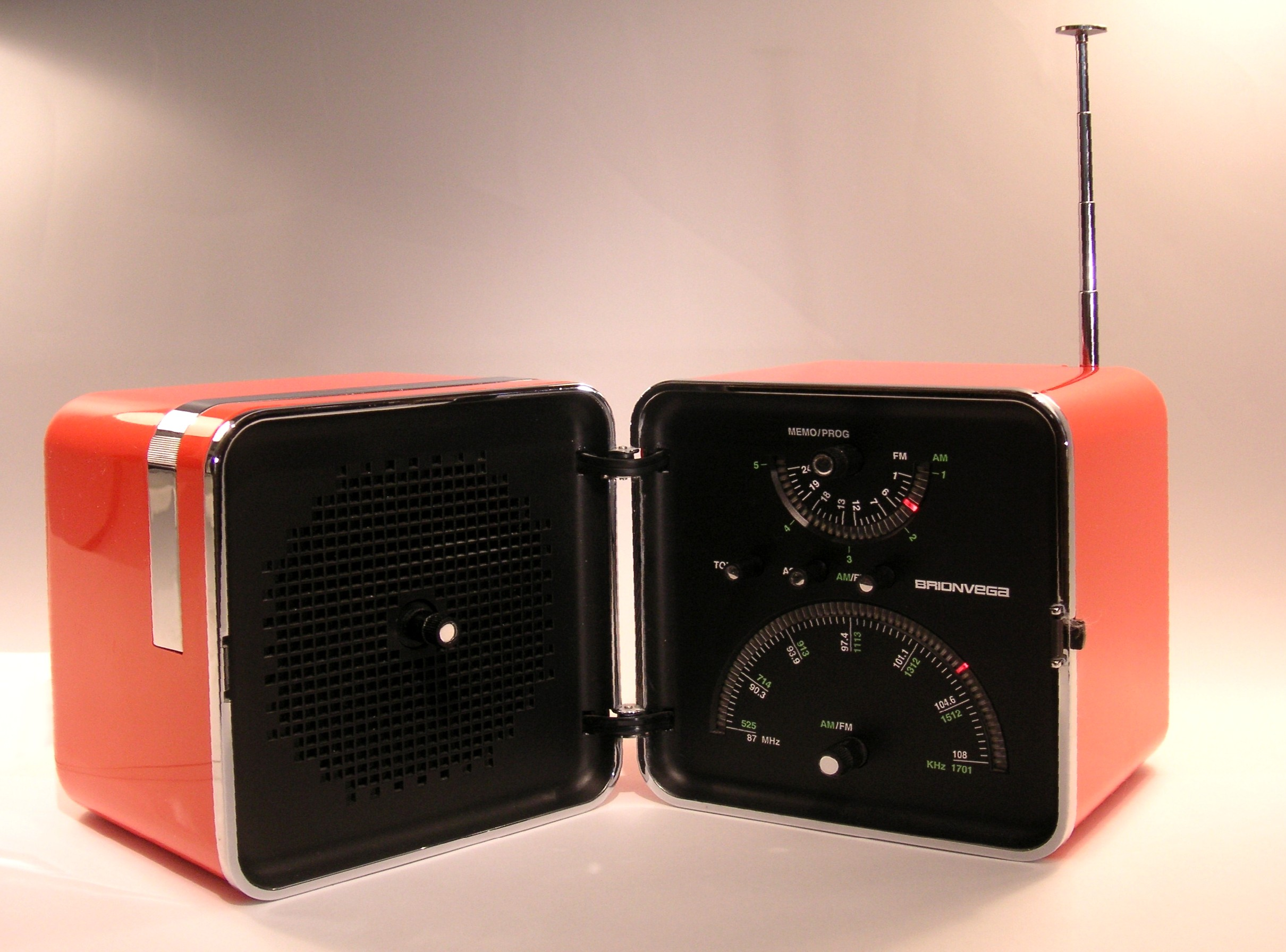
Brionvega ts 522, prodotta con le presse Foamatic

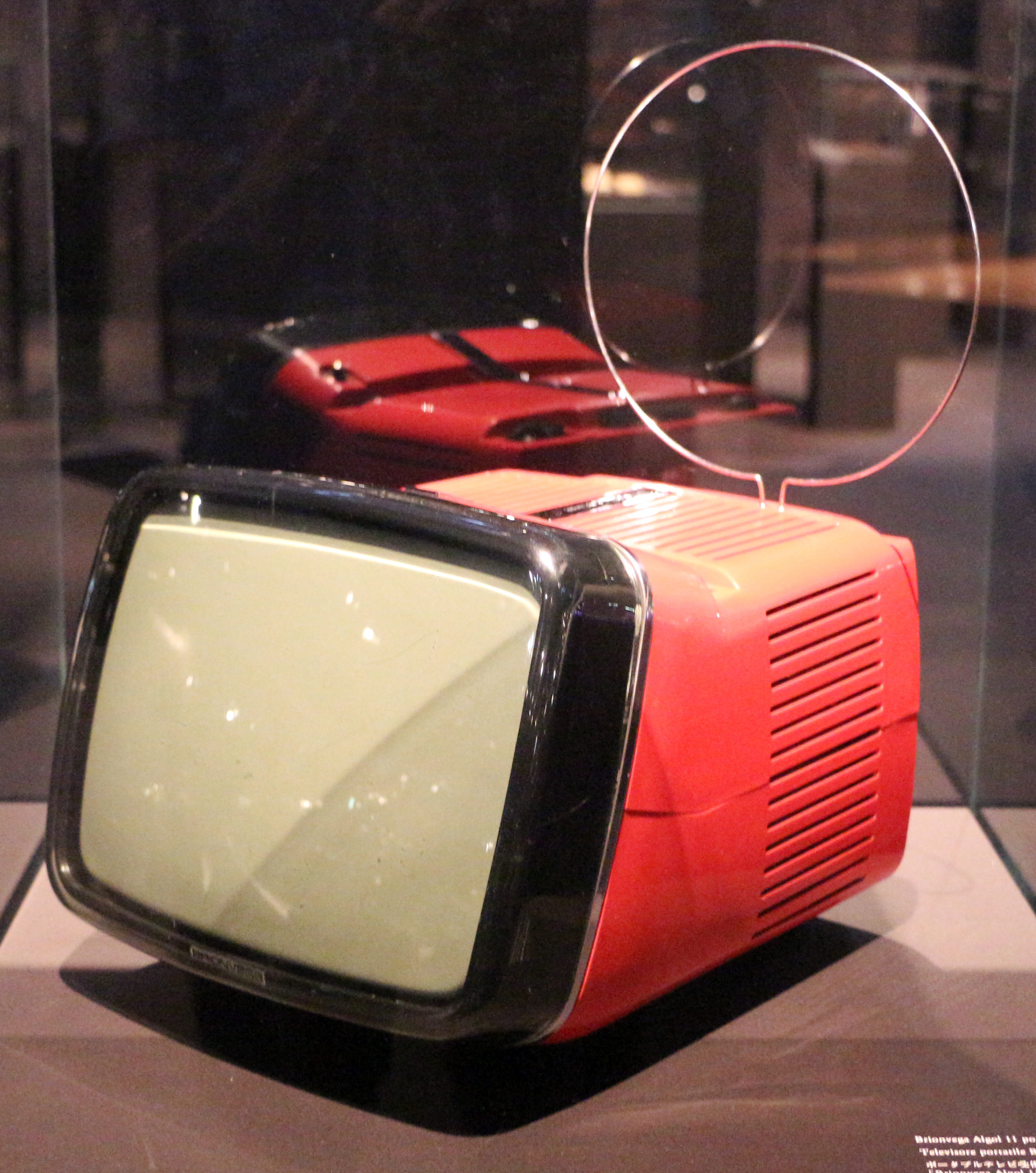
Televisore Brionvega, prodotto con le presse Foamatic

Sempre in questi anni venne sviluppata la nuova linea di macchinari per termoindurenti sotto il tradename di Termoiniector presentata con un innovativo gruppo iniezione e caricatore rotante brevettati.
Nel 1966 i fratelli Marco e Dino Terragni, procedettero con la fondazione della prima sede estera della società presso il nascente distretto industriale di Sabadell di Barcellona. L'investimento consisteva in 10 milioni di pesata spagnole, provenienti per il 50% dai capitali della Covema e per il restate 50% dai capitali della stessa G.B.F. Costruzioni Meccaniche spa. A inizio degli anni '70 la società contava ben 400 dipendenti presso lo stabilimento di Bresso e ulteriori 100 dipendenti nella filiale spagnola, con fatturato totale intorno ai 90 milioni di euro.
Parte dei macchinari sviluppati vennero utilizzati dalla società affiliata al gruppo Covema, la Floraplant di Paderno Dugnano, per la produzione di svariati oggetti in plastica per l'arredamento, tra cui fiori sintetici.
Dopo aver conosciuto la massima espansione nel 1979, susseguì un improvviso decadimento dovuto al declino della società madre Covema, che portò alla liquidazione della G.B.F. nel 1982 e la conseguente chiusura nel 1986. Nel 1988 il grande lotto occupato dall'ex stabilimento della società venne in parte impiegato per la costruzione della scuola primario di primo grado Alessandro Manzoni. La restante parte venne suddivisa in varie sezioni, in una delle quali ha posto sede la Croce Rossa Italiana.
Gli anni '80 furono un periodo di crisi per il comune di Bresso che dopo il periodo di sviluppo postbellico ora vedeva chiudersi gli stabilimenti di molteplici medio-grandi attività. La G.B.F. nonostante l'avvenuta chiusura è riconosciuta come tra le aziende pioniere di questo settore a livello mondiale, che ha saputo rivoluzionare soprattutto con il concetto di vite di pre-plastificazione, sfruttata anche come pistone. Tra le altre cose la G.B.F. fu tra le promotrici della costituzione dell'ASSOCOMAPLAST (oggi AMAPLAST), ossia l'Associazione Nazionale Costruttori di macchine e stampi per materie plastiche e gomma, della quale fu per anni vice-presidente proprio l'Ing. Carlo Odlas, presidente della stessa G.B.F.